# Framrabben
Framrabben är en kulle i Antarktis. Den ligger i Östantarktis. Norge gör anspråk på området. Toppen på Framrabben är 1 860 meter över havet, eller 156 meter över den omgivande terrängen. Bredden vid basen är 1,7 km.
Terrängen runt Framrabben är platt västerut, men österut är den kuperad. Trakten är obefolkad. Det finns inga samhällen i närheten. 